# Curt Asker
Curt Asker est un artiste suédois, principalement dessinateur, né à Stockholm le 27 janvier 1930 et mort le 11 novembre 2015 à Lacoste dans le Vaucluse.
- 1950-1955 : études de peinture à l’Académie des beaux-arts de Stockholm
- 1981 : membre de l’Académie royale des arts de Suède.

Il commence ses sculptures suspendues à la fin des années 1950, qu'il appellera les « sculptures aquarelles ».